# Francisco Fábregas Bosch
Francisco Fábregas Bosch (en Catalán: Francesc Fàbregas i Bosch; nacido el 1 de julio de 1949 en Barcelona, Cataluña) es un exjugador de hockey sobre hierba español. Su logro más importante fue una medalla de plata en los juegos olímpicos de Moscú 1980 con la selección de España. Es el padre del también profesional en hockey sobre hierba Kiko Fábregas, tío de Alexandre Fàbregas y hermano de Jorge Fábregas Bosch y Eduardo Fábregas Bosch. 

## Participaciones en Juegos Olímpicos
- México 1968, sexta posición.
- Múnich 1972, séptima posición.
- Montreal 1976, sexta posición.
- Moscú 1980, plata.